# Tinatin Gambashidze
Tinatin Gambashidze (georgisch თინათინ ღამბაშიძე, * 1972 in Tiflis) ist eine georgische Konzertpianistin.

## Leben und Wirken
Gambashidze erhielt mit sechs Jahren ersten Klavierunterricht bei Alla Tschikwaidze. Sie studierte an der Musikhochschule ihrer Geburtsstadt bei Nodar Gabunia, Tengiz Amerijibi, Nino Kereselidze, anschließend bei Volker Banfield an der Hochschule für Musik und Theater Hamburg, wo sie 2000 ihr Diplom absolvierte.
Durch zahlreiche solistische Auftritte mit wichtigen Orchestern Georgiens wurde Gambashidze zunächst bekannt. Mit den Symphonikern Hamburg führte sie Werke von Félicien-César David, Adolphe Blanc und Franz Schubert auf; sie ist eine der Gründerinnen des Evrus-Trios, mit dem sie auch auf dem Album Klangornamente in Dur und Moll zu hören ist. In Koproduktion mit dem NDR führte sie Schulprogramme wie Klassenzimmer-Songs auf.
Seit 2001 lehrt Gambashidze als Professorin an der Hamburger Hochschule für Musik und Theater, wo sie auch Klassikklavier für Jazzstudierende unterrichtet.